# 山路忠生
山路 忠生（やまじ ただお、1968年8月20日 - ）は、NHKのディレクター、元シニアアナウンサー。

## 人物・略歴
兵庫県神戸市出身。兵庫県立御影高等学校を経て、徳島大学を卒業後、1993年（平成5年）に入局。
好きな食べ物 - うどん、そば、肉類。
趣味 - サッカー、フットサル、スキー、音楽鑑賞、自転車での散歩。
座右の銘 - 「バランス」
大学時代を過ごした徳島を含め、四国各局での勤務経験がある。

## 過去の担当番組
高松放送局時代
- 香川県のニュース・中継・リポート
- イブニングネットワークかがわ
- 630かがわ（キャスター）

高知放送局時代
- 高知県のニュース・中継・リポート
- ニュースタイムこうち（キャスター）

福岡放送局時代
- 福岡県・九州沖縄のニュース
- ゆうどき5福岡 進行（2000・2001年度）
- ニュース845福岡（不定期）

徳島放送局時代
- 徳島県のニュース・中継・リポート
- とくしまニュース610（キャスター）
- ほっとイブニング徳島（キャスター）
- とくしまニュース845（不定期）

大分放送局時代
- 大分県のニュース
- 放送部副部長（アナウンス統括）
- 好きっちゃおおいた（編集責任者）
- しんけんワイド大分（編集責任者）
- ニュース845おおいた（不定期）
- おはよう大分（不定期）
- 大分放送局制作番組の編集責任者

松山放送局時代
- 愛媛県・四国地方のニュース
- えひめ845（不定期）
- おはようえひめ（不定期）

大阪放送局時代
- 福岡県・九州沖縄のニュース（福岡局への応援派遣要員、台風10号関連ニュース）（2020年9月6日 - 7日）
  - 9月6日 - 速報担当（NHKラジオ第1）
  - 9月7日 - 9:55、11:50、12:15、14:55 の福岡県・九州沖縄のニュース・気象（NHKラジオ第1）
- 関西のニュース
- ニュース845（不定期）

熊本放送局時代
- クマロク!645（2023年5月1日・2日）
- 熊本県のニュース
- 放送部副部長（2022年7月-2023年3月）→コンテンツセンターアナウンスグループ統括（2023年4月-2024年7月）
- ニュース845くまもと（不定期）
- クマロク!（編集責任者）
- はっけんTV・熊本（編集責任者）
- くまもとの風（編集責任者）
- 熊本放送局制作番組の編集責任者
- 緊急報道（熊本放送局発）

## 同期のアナウンサー
吾妻謙、秋野由美子、熊倉悟、藤井彩子など